# Conteville (Somme)
Conteville è un comune francese di 198 abitanti situato nel dipartimento della Somme nella regione dell'Alta Francia.

## Società

### Evoluzione demografica
Abitanti censiti